# Seth Smith
Garry Seth Smith (né le 30 septembre 1982 à Jackson, Mississippi, États-Unis) est un voltigeur des Orioles de Baltimore de la Ligue majeure de baseball.

## Carrière

### Rockies du Colorado

#### Débuts
Joueur de l'Université du Mississippi à Oxford, Seth Smith est le choix de deuxième ronde des Rockies du Colorado en juin 2004.

#### Saison 2007
Il fait ses débuts dans les majeures le 16 septembre 2007 avec les Rockies et apparaît dans sept matchs en toute fin de saison. Le 21 septembre, il obtient son premier coup sûr au plus haut niveau, face à Doug Brocail, un lanceur des Padres de San Diego. 
À l'issue du calendrier régulier, Colorado et San Diego sont à égalité pour la place de meilleur deuxième qui doit permettre à une dernière équipe de se qualifier pour les séries éliminatoires. Dans le match-suicide disputé à Denver le 1er octobre pour départager les deux clubs, Smith obtient une présence comme frappeur suppléant et claque un triple face à l'as lanceur des Padres, Jake Peavy. Il vient croiser le marbre immédiatement après sur le ballon-sacrifice de Kazuo Matsui qui brise l'égalité de 5-5. Colorado arrache finalement une victoire de 9-8 en 13 manches de jeu pour obtenir la qualification.
Virtuellement inconnu des partisans des Rockies, Smith se fait connaître durant ces séries éliminatoires, où il maintient une moyenne au bâton de ,500 avec trois coups sûrs en six présences au bâton durant le parcours de l'équipe du Colorado, qui atteint pour la première fois la Série mondiale. Dans la Série de championnat de la Ligue nationale opposant les Rockies aux Diamondbacks de l'Arizona, le jeune joueur frappe un double bon pour deux points en quatrième manche du quatrième match, donnant à son équipe une avance qu'elle ne perdra plus, en route vers la victoire décisive qui permet au club de passer en grande finale. 
Smith frappe un coup sûr en deux apparitions au bâton en Série mondiale 2007. Les Rockies perdent la série face aux Red Sox de Boston.

#### Saison 2008
Le 25 mai 2008, face aux Mets de New York, Smith frappe son premier coup de circuit en carrière, une claque de trois points face au lanceur John Maine. Réserviste des Rockies au champ extérieur durant la saison 2008, il maintient une moyenne au bâton de ,259 avec quatre coups de circuit et 15 points produits.

#### Saison 2009
En 2009, Seth Smith fait pour la première fois partie de l'alignement régulier de son équipe, patrouillant le champ gauche. Il se signale en offensive avec une moyenne de ,293 en 133 parties jouées. Il frappe un sommet personnel de 98 coups sûrs, dont 15 circuits. Il établit également ses sommets personnels de points produits (55) et de points marqués (61).
En Série de division, il obtient un coup sûr en cinq en trois parties contre les Phillies de Philadelphie. Les Rockies subissent l'élimination.

#### Saison 2010
Smith dispute 133 matchs pour Colorado en 2010, frappant pour ,246 avec 88 coups sûrs, dont un nouveau record personnel de 17 circuits. Il totalise 52 points produits et 55 points marqués.

#### Saison 2011
En 2011, Smith frappe pour ,284 et claque 15 circuits. Ses 135 coups sûrs, 67 points marqués, 59 points produits, 32 doubles, 9 triples et 10 buts volés sont tous des sommets pour lui en carrière. 

### Athletics d'Oakland
Le 16 janvier 2012, Smith passe des Rockies aux Athletics d'Oakland en retour du lanceur droitier Guillermo Moscoso et du lanceur gaucher Josh Outman.
Sur deux saisons, il frappe pour ,246 avec 22 circuits et 92 points produits en 242 matchs avec Oakland. Il frappe deux circuits et produit 5 points en 9 matchs éliminatoires en 2012 et 2013. 

### Padres de San Diego
Le 3 décembre 2013, les Athletics d'Oakland échangent Seth Smith aux Padres de San Diego contre le releveur droitier Luke Gregerson. Smith dispute 136 matchs des Padres en 2014 et mène le club dans la majorité des catégories offensives : la moyenne au bâton (,266), le pourcentage de présence sur les buts (, 367), la moyenne de puissance (,440), les coups sûrs (118), les points marqués (55), les doubles (31) et les triples (5). Il ajoute 12 circuits (le second plus haut total de l'équipe après Yasmani Grandal) et produit 48 points.

### Mariners de Seattle
Smith est échangé aux Mariners de Seattle en retour du lanceur droitier Brandon Maurer le 30 décembre 2014.